# Sorkheh Tūt (ort i Iran)
Sorkheh Tūt (persiska: سرخه توت, سوره تو) är en ort i Iran.   Den ligger i provinsen Kurdistan, i den nordvästra delen av landet, 400 km väster om huvudstaden Teheran. Sorkheh Tūt ligger 1 552 meter över havet och antalet invånare är 646.
Terrängen runt Sorkheh Tūt är kuperad åt nordost, men åt sydväst är den bergig. Runt Sorkheh Tūt är det ganska tätbefolkat, med 65 invånare per kvadratkilometer. Närmaste större samhälle är Shahrak-e Serīās, 19,6 km sydväst om Sorkheh Tūt. Trakten runt Sorkheh Tūt består i huvudsak av gräsmarker.